# Meni
Meni (görögül Ménész) vitatott alakja az ókori Egyiptomnak, azonosítják Narmer és Hór-Aha személyével is, de elképzelhető, hogy mindkettőtől független, a kettőjük közt uralkodó király volt. 

## Élete
Az egyiptológia korábban az Egyiptomot egyesítő uralkodót tisztelte benne, mivel Manethón királylistájában egyértelműen Ménész a birodalomalapító. Ménész Manethón szerint egyiptomi fáraó, az I. dinasztia első uralkodója, az egységes egyiptomi állam megteremtője, Memphisz megalapítója. Egyiptomi neve Aha (teljesebb formája valószínűleg Hór-Aha), melynek jelentése „harcos”. A XIX. dinasztia idején két királylista Meni néven említi, Hérodotosz pedig Minként.

A fáraók kettős koronája (pszent, a felső-egyiptomi fehér- és alsó-egyiptomi vörös-korona egyesített változata)

Az egyiptológia jelenlegi ismereteiben a bonyodalmat Neithhotep királyné nagadai sírjában talált elefántcsont tábla okozza, ahol Hór-Aha, Meni és Neithhotep neve együtt fordul elő, de nem derül ki, hogy milyen viszonyban vannak egymással. A Hór-Aha azonosítást megkönnyíti az a tény, hogy a Meni név mindig a nebti titulussal jár együtt, míg a Hór-Aha Hórusz-név, így semmi sem zárja ki a feltevést.
Anyja valószínűleg Neithhotep. Manethón szerint, aki Hérodotosz egyiptomi látogatása után csaknem 200 évvel görög nyelven írta meg Egyiptom történetét, Ménész az Abüdosz (egyiptomi nevén Abdzsu) közelében lévő Thinisz városából származott. Hérodotosz tudósít arról, hogy Men (ez volt Aha másik neve) gátakkal védte meg Memphiszt a Nílus áradásától. Ménész uralkodása alatt alakult ki a hieroglif írás, s egy korabeli fatáblácska a núbiaiak felett aratott győzelmére utal. Ménész viselte először az Alsó- és Felső-Egyiptom egységét szimbolizáló kettős (fehér és vörös) koronát.
Egy legenda szerint, ami a görög Diodórosz révén vált ismertté, a Fajjúmban vadászó királyt saját kutyái megtámadták, előlük menekülve a Moirisz tóba ugrott, s egy krokodil vitte át a túlsó partra. A király templomot állíttatott csodálatos megmenekülése emlékére, s elrendelte a krokodilok tiszteletét. Manethón szerint Ménész fáraót egy víziló ölte meg. Valószínűleg Nehenben (Hierakónpolisz) temették el, bár Hór-Aha sírja Abüdoszban van (B-19-es sír), ezért sírjának helye a személyazonosságtól függ. Az angol Walter Emery Szakkarában ugyancsak felfedezte az I. dinasztia királysírjait, a szakkarai sírokat azonban ma alsó-egyiptomi főemberek sírjaként tartjuk számon.